# کریستی چانگ
کریستی چانگ (انگلیسی: Christy Chung؛ زادهٔ ۱۹ سپتامبر ۱۹۷۰) یک رستوران‌دار اهل کانادا است.
از فیلم‌ها یا برنامه‌های تلویزیونی که وی در آن نقش داشته است می‌توان به بروس لی، برادرم و پلیس‌های جن-وای اشاره کرد.